# جيرت هوفمان
جيرت هوفمان (بالألمانية: Gert Hofmann)‏ هو كاتب مسرحي وكاتب ألماني، ولد في 29 يناير 1931 في ليمباخ-أوبرفرونا في ألمانيا، وتوفي في 1 يوليو 1993 في إردينغ في ألمانيا بسبب الأمراض الدماغية الوعائية.

## وصلات خارجية
- جيرت هوفمان على موقع IMDb (الإنجليزية)
- جيرت هوفمان على موقع الموسوعة البريطانية (الإنجليزية)
- جيرت هوفمان على موقع مونزينجر (الألمانية)
- جيرت هوفمان على موقع قاعدة بيانات الفيلم (الإنجليزية)
- جيرت هوفمان على موقع كينوبويسك (الروسية)